# Teun Bijleveld
Teun Bijleveld, né le 27 mai 1998 à Amstelveen aux Pays-Bas, est un footballeur néerlandais qui évolue au poste de milieu central à Almere City FC.

## Biographie

### En club
Né à Amstelveen aux Pays-Bas, Teun Bijleveld est formé par l'AZ Alkmaar, avant de rejoindre en 2017 l'Ajax Amsterdam pour un contrat de deux ans, où il intègre dans un premier temps l'équipe réserve, avec la possibilité de rejoindre l'équipe première. 
Bijleveld ne joue finalement jamais avec l'équipe première de l'Ajax, et rejoint librement l'Heracles Almelo au terme de son contrat, lors de l'été 2019,. Avec l'Heracles, il découvre l'Eredivisie, l'élite du football néerlandais, jouant son premier match le 4 août 2019, lors de la première journée de la saison 2019-2020 contre le SC Heerenveen. Il entre en jeu en cours de partie, et son équipe s'incline lourdement sur le score de quatre buts à zéro. Il connait sa première titularisation le 18 août suivant, lors de la réception en championnat du PSV Eindhoven. Son équipe s'incline toutefois par deux buts à zéro.
En fin de contrat à l'Heracles Almelo à l'été 2021, il n'est pas prolongé et rejoint donc librement le FC Emmen le 7 juillet 2021, signant un contrat de deux ans,.
Le 30 août 2022, Teun Bijleveld s'engage en faveur du Roda JC pour un contrat de deux ans, soit jusqu'en juin 2024.

### En sélection nationale
Teun Bijleveld est régulièrement appelé avec les équipes de jeunes des Pays-Bas. Avec les moins de 17 ans il se fait remarquer en inscrivant un but face à l'Angleterre le 13 février 2015, participant à la large victoire des siens ce jour-là (0-7). Il est ensuite retenu avec cette sélection pour participer au championnat d'Europe des moins de 17 ans en 2015. Lors de cette compétition organisée en Bulgarie, il joue trois matchs dont deux en tant que titulaire. Avec un bilan de trois matchs nuls, les jeunes néerlandais sont éliminés dès la phase de groupe.
Avec les moins de 18 ans, il inscrit un but lors d'un match amical contre la Serbie en octobre 2015 (victoire 0-4).
Avec les moins de 19 ans, il marque un but contre la Roumanie en octobre 2016. Il délivre également, à cette occasion, une passe décisive. Ce match gagné 2-1 rentre dans le cadre des éliminatoires du championnat d'Europe des moins de 19 ans 2017.
Le 16 novembre 2018, il figure pour la première fois sur le banc des remplaçants de l'équipe des espoirs, mais sans entrer en jeu, lors d'une rencontre amicale face à l'Allemagne (défaite 3-0).